# Gruppo tattico Ca. 101
Il Gruppo tattico Ca. 101 era un gruppo di volo della Regia Aeronautica, attivo nella Guerra d'Etiopia.

## Storia

### Guerra d'Etiopia
Il Gruppo tattico da bombardamento Caproni Ca.101/D2 aveva la base sull’Aeroporto di Axum nel marzo 1936 quando era formato da:
- 14ª Squadriglia;
- una Sezione della 15ª Squadriglia;
- 7ª Squadriglia.[1]